# Grande Croácia

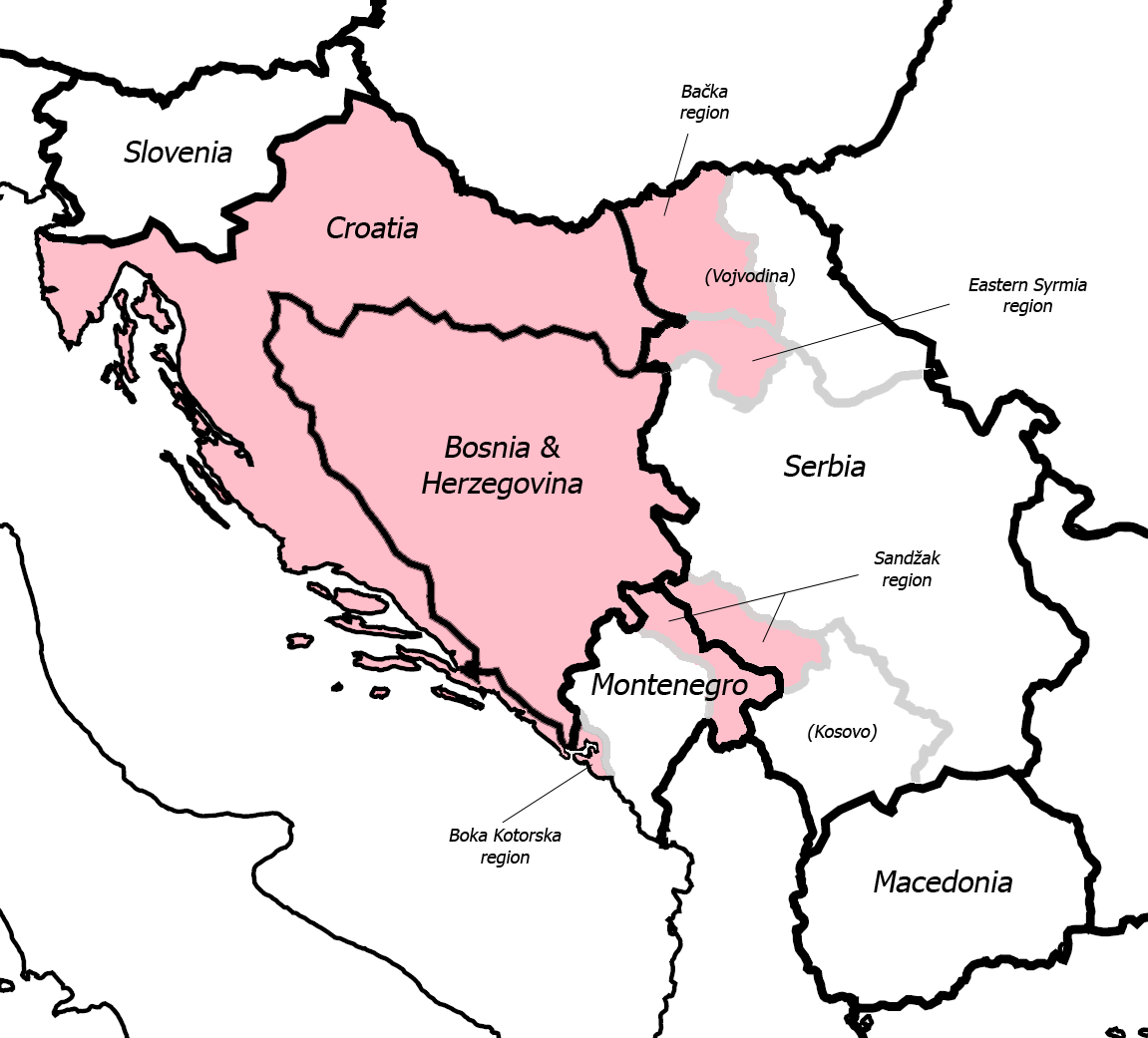
Máxima extensão dos territórios reclamados pelos nacionalistas croatas que almejam implantar a Grande Croácia

Grande Croácia (em croata:  Velika Hrvatska) é um termo aplicado a certos ramos do nacionalismo irredentista croata.
O termo tem sido uma plataforma para o extremo nacionalismo croata durante a maior parte do século XX, especialmente quando o país pertenceu ao Reino da Iugoslávia, durante a Segunda Guerra Mundial (quando os croatas se aliaram a Alemanha nazista para criar-se o Estado Independente da Croácia) e durante as Guerras Iugoslavas na década de 1990, que culminou com a independência da Croácia.

## História

### Acordo de Cvetković–Maček
Em meio a crescentes tensões étnicas entre croatas e sérvios na década de 1930, uma Grande Croácia autônoma no seio do Reino da Iugoslávia, o chamado Banovina da Croácia, foi pacificamente negociado no parlamento iugoslavo pelo Acordo de Cvetković–Maček de 1939. A Croácia foi unida numa única unidade territorial e foi oferecido territórios de partes da atual Voivodina, tanto a Posavina e partes do sul da atual Bósnia e Herzegovina.

### Estado Independente da Croácia
O primeiro desenvolvimento de uma moderna "Grande Croácia" surgiu com o estabelecimento do Estado Independente da Croácia (em croata:  Nezavisna Država Hrvatska NDH) após a ocupação do país pelas forças do Eixo em 1941 quando, Slavko Kvaternik, vice-líder dos Ustaše proclamou o estabelecimento do NDH.
O Ustaše, um movimento fascista fundado em 1929 apoiou uma Grande Croácia, que se estenderia até o rio Drina e à extremidade de Belgrado. Ante Pavelić, o Poglavnik do Ustaše (líder) estava em negociações com a Itália fascista desde 1927. Estas negociações incluíram o apoio de Pavelić a anexação da Itália ao seu território reivindicado na Dalmácia, em troca de um apoio da Itália a uma Croácia independente. Além disso, Benito Mussolini ofereceu a Pavelić o direito da Croácia de anexar toda a Bósnia e Herzegovina; Pavelić concordou com esta troca.

### Guerra da Bósnia
A manifestação mais recente de uma Grande Croácia surgiu na sequência da dissolução da Iugoslávia. Quando a multiétnica República Iugoslava da Bósnia e Herzegovina declarou sua independência em 1992, os representantes políticos sérvios bósnios, que boicotaram o referendo, estabeleceram seu próprio governo na República Srpska, depois que suas forças atacaram a República da Bósnia e Herzegovina.
A subsequente guerra foi principalmente um conflito territorial, inicialmente entre o Exército da República da Bósnia e Herzegovina e forças bósnios croatas, de um lado, e as forças bósnias sérvias, por outro. No entanto, os croatas também visam garantir partes da Bósnia e Herzegovina para a Croácia. Com o Acordo de Karađorđevo em 1991 entre o presidente croata Franjo Tuđman e o presidente sérvio Slobodan Milošević, e com o Acordo de Graz em 1992, as lideranças políticas sérvias e croatas concordaram em uma partição da Bósnia, resultando na virada das forças croatas para o Exército da República da Bósnia e Herzegovina, que levou à guerra croata-bosníaca.
As políticas da Croácia e de Franjo Tuđman para a Bósnia e Herzegovina nunca foram totalmente transparentes e sempre incluíram o objetivo de Tuđman de expandir as fronteiras da Croácia. Após a morte de Tuđman, seu sucessor, Stjepan Mesić, revelou milhares de documentos e fitas de áudio gravadas por Tuđman sobre seus planos em relação à Bósnia e Herzegovina. As fitas revelam que tanto Milošević como Tuđman ignoraram compromissos de respeitar a soberania da Bósnia, mesmo após a assinatura do Acordo de Dayton. Em uma conversação, Tuđman disse a um oficial: Vamos fazer um acordo com os sérvios. Nem a história, nem a emoção nos Bálcãs permitirá o multinacionalismo. Temos de dar até a ilusão dos últimos oito anos... Dayton não está funcionando. Ninguém, exceto diplomatas e autoridades insignificantes - acreditam em uma Bósnia soberana e nos acordos de Dayton.